# After Life (1998)
After Life (Japans: ワンダフルライフ, Wandâfuru raifu ofwel Wonderful Life) is een Japanse film uit 1998 onder regie van Hirokazu Koreeda. De film ging in première op 11 september op het Internationaal filmfestival van Toronto.

## Verhaal
Het verhaal speelt zich af in een tussenstation tussen leven en dood. Hier passeren wekelijks recent overleden personen om, geholpen door gidsen, een moment uit hun leven te kiezen om mee te nemen naar het hiernamaals. Deze week zijn 22 mensen overleden. Van maandag tot zondag is er de gelegenheid een moment te kiezen en om deze (gereconstrueerd) vast te leggen op video. De gidsen hebben voorheen nooit een keuze kunnen maken, en werken op het tussenstation totdat ze het juiste moment hebben gevonden. Takashi (Arata) en Shiori (Oda) zijn twee van deze gidsen. Takashi krijgt de oude man Ichiro aangewezen en gaat op zoek in zijn herinneringen. Shiori helpt een tienermeisje om haar beste herinnering te selecteren.

## Rolverdeling
| Acteur          | Personage              |
| --------------- | ---------------------- |
| Arata Iura      | Takashi Mochizuki      |
| Erika Oda       | Shiori Satonaka        |
| Sadao Abe       | Ichiro (als jonge man) |
| Susumu Terajima | Nobuko Amano           |
| Taketoshi Naito | Ichiro Watanabe        |
| Kotaro Shiga    | Kenji Yamamoto         |
| Sayaka Yoshino  | Kana Yoshino           |
| Takashi Naitô   | Takuro Sugie           |

## Bewerkingen
In 2005-2006 werd de opera After life gecomponeerd door de Nederlandse componist Michel van der Aa, gebaseerd op de film.